# Saison 2014 de l'équipe cycliste Cofidis
La saison 2014 de l'équipe cycliste Cofidis est la dix-huitième de cette équipe.

## Préparation de la saison 2014

### Arrivées et départs
| Arrivées           | Équipe 2013             |
| ------------------ | ----------------------- |
| Christophe Laporte | AVC Aix-en-Provence     |
| Cyril Lemoine      | Sojasun                 |
| Florian Sénéchal   | Etixx-iHNed             |
| Julien Simon       | Sojasun                 |
| Clément Venturini  | Vulco-VC Vaulx-en-Velin |
| Louis Verhelst     | Etixx-iHNed             |

| Départs          | Équipe 2014           |
| ---------------- | --------------------- |
| Florent Barle    | EC Sainte-Luce        |
| Cyril Bessy      | Retraite              |
| Jan Ghyselinck   | Wanty-Groupe Gobert   |
| Arnaud Labbe     | CC Périgueux Dordogne |
| Nico Sijmens     | Wanty-Groupe Gobert   |
| Tristan Valentin | Retraite              |

## Coureurs et encadrement technique

### Effectif

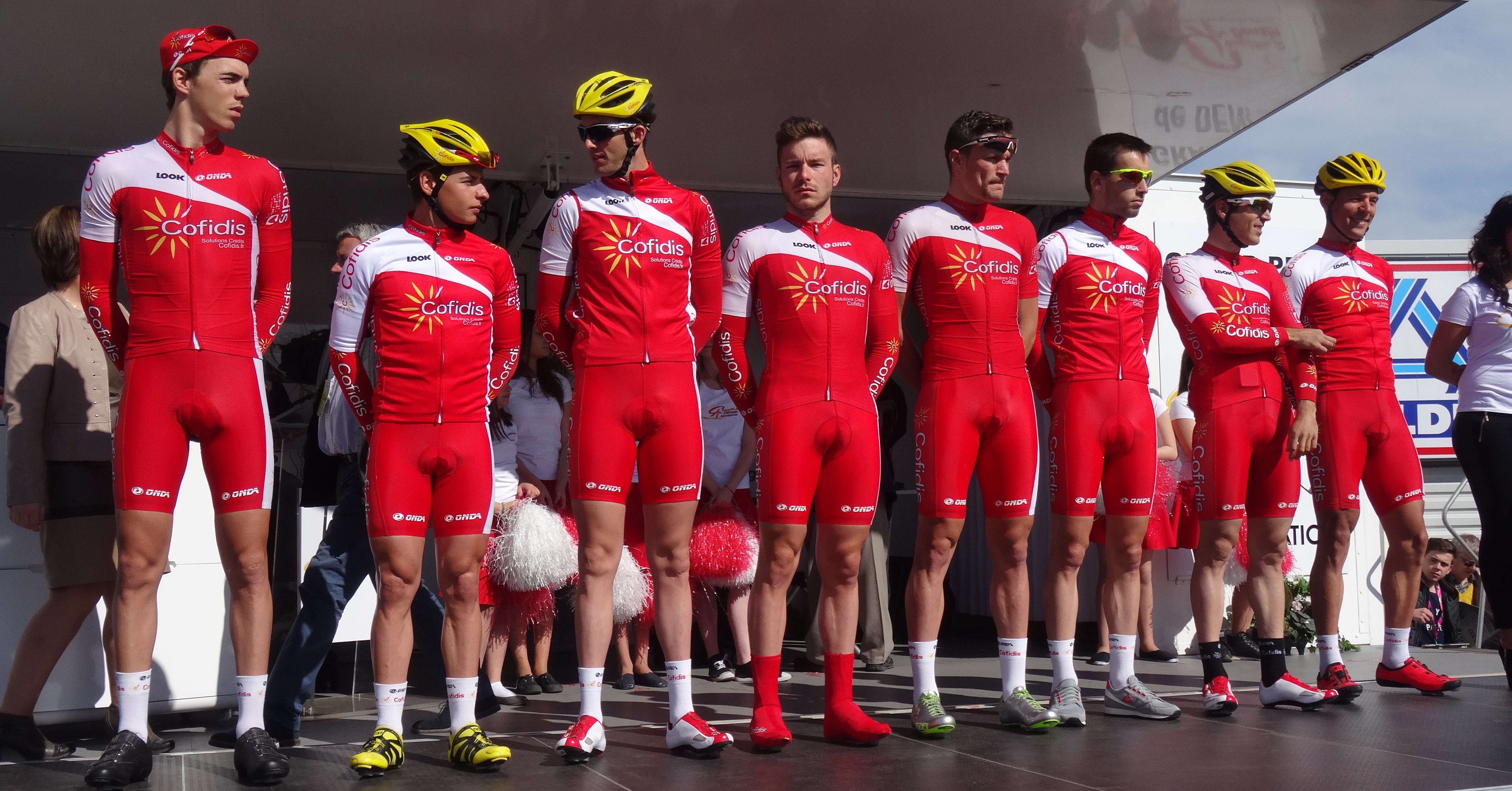
Christophe Laporte, Clément Venturini, Edwig Cammaerts, Florian Sénéchal, Adrien Petit, Louis Verhelst, Romain Lemarchand et Stéphane Poulhiès lors du Grand Prix de Denain 2014.

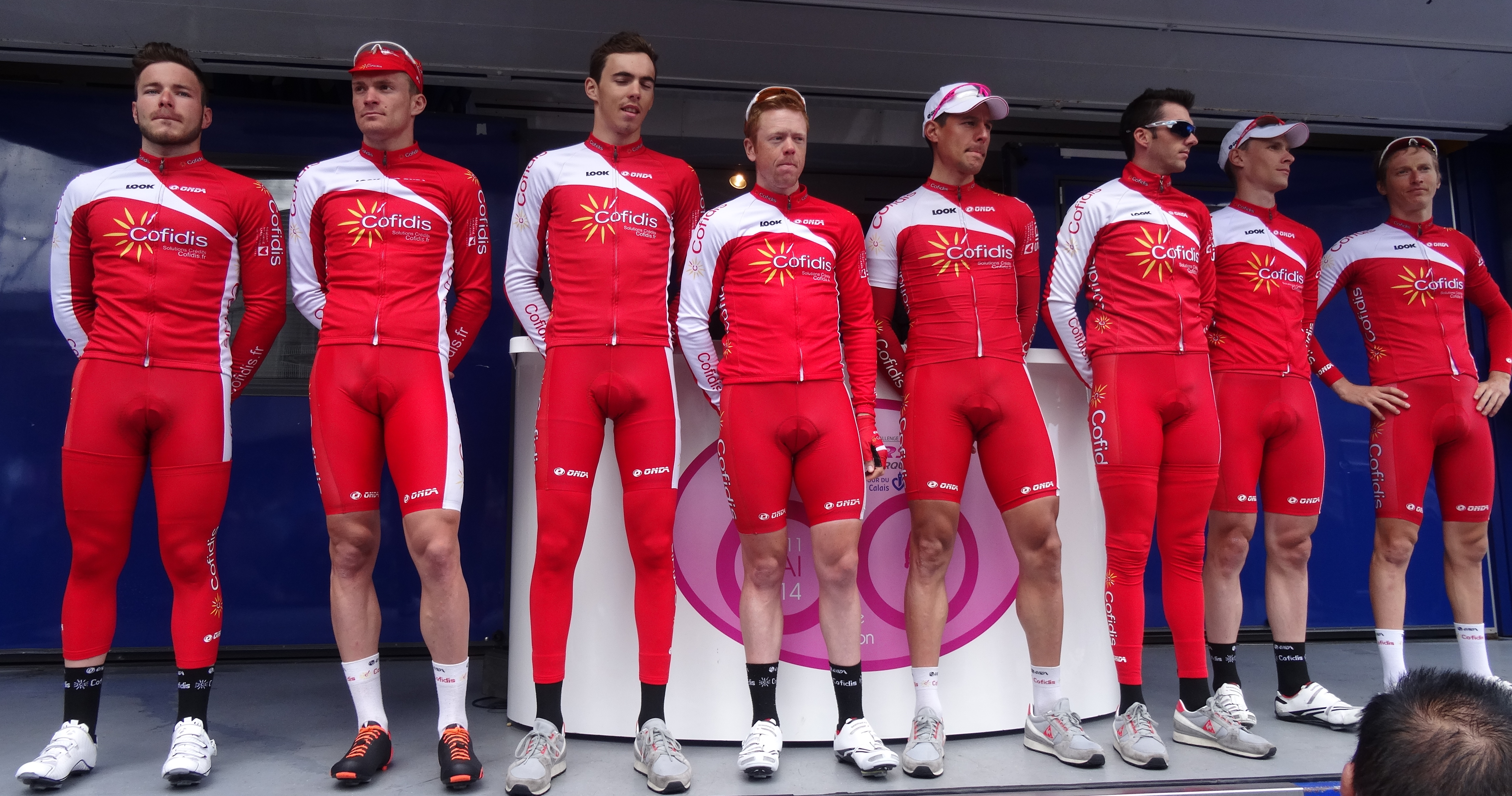
Florian Sénéchal, Adrien Petit, Christophe Laporte, Romain Zingle, Stéphane Poulhiès, Edwig Cammaerts, Julien Fouchard et Guillaume Levarlet lors des Quatre Jours de Dunkerque 2014.

| Cycliste            | Date de naissance | Nationalité | Équipe 2013               |
| ------------------- | ----------------- | ----------- | ------------------------- |
| Yoann Bagot         | 6 septembre 1987  | France      | Cofidis                   |
| Jérémy Bescond      | 27 février 1991   | France      | Cofidis                   |
| Edwig Cammaerts     | 17 juillet 1987   | Belgique    | Cofidis                   |
| Jérôme Coppel       | 6 août 1986       | France      | Cofidis                   |
| Nicolas Edet        | 2 décembre 1987   | France      | Cofidis                   |
| Julien Fouchard     | 20 août 1986      | France      | Cofidis                   |
| Egoitz García       | 31 mars 1986      | Espagne     | Cofidis                   |
| Romain Hardy        | 24 août 1988      | France      | Cofidis                   |
| Gert Jõeäär         | 9 juillet 1987    | Estonie     | Cofidis                   |
| Christophe Laporte  | 11 décembre 1992  | France      | AVC Aix-en-Provence       |
| Christophe Le Mével | 11 septembre 1980 | France      | Cofidis                   |
| Romain Lemarchand   | 26 juillet 1987   | France      | Cofidis                   |
| Cyril Lemoine       | 3 mars 1983       | France      | Sojasun                   |
| Guillaume Levarlet  | 25 juillet 1985   | France      | Cofidis                   |
| Luis Ángel Maté     | 23 mars 1984      | Espagne     | Cofidis                   |
| Rudy Molard         | 17 septembre 1989 | France      | Cofidis                   |
| Daniel Navarro      | 18 juillet 1983   | Espagne     | Cofidis                   |
| Adrien Petit        | 26 septembre 1990 | France      | Cofidis                   |
| Stéphane Poulhiès   | 26 juin 1985      | France      | Cofidis                   |
| Florian Sénéchal    | 10 juillet 1993   | France      | Etixx-iHNed               |
| Julien Simon        | 4 octobre 1985    | France      | Sojasun                   |
| Rein Taaramäe       | 24 avril 1987     | Estonie     | Cofidis                   |
| Clément Venturini   | 16 octobre 1993   | France      | Vulco-VC Vaulx-en-Velin   |
| Louis Verhelst      | 28 août 1990      | Belgique    | Etixx-iHNed               |
| Romain Zingle       | 29 novembre 1987  | Belgique    | Cofidis                   |
| Stagiaire           | Date de naissance | Nationalité | Équipe 2014               |
| Loïc Chetout        | 23 septembre 1992 | France      | GSC Blagnac Velo Sport 31 |
| Dylan Kowalski      | 26 janvier 1994   | France      | VC Rouen 76               |
| Anthony Turgis      | 16 mai 1994       | France      | CC Nogent-sur-Oise        |

Portraits
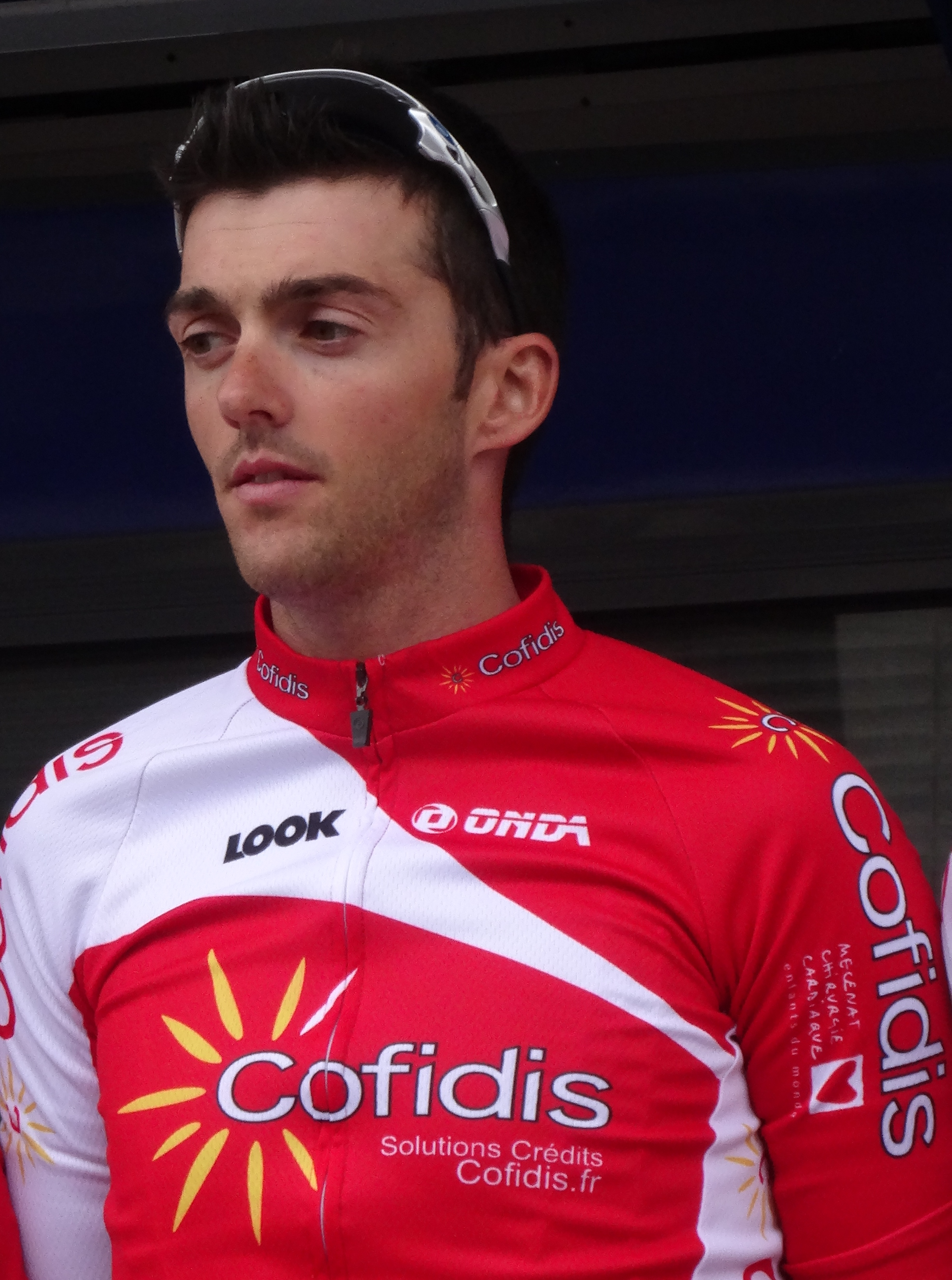
Edwig Cammaerts.
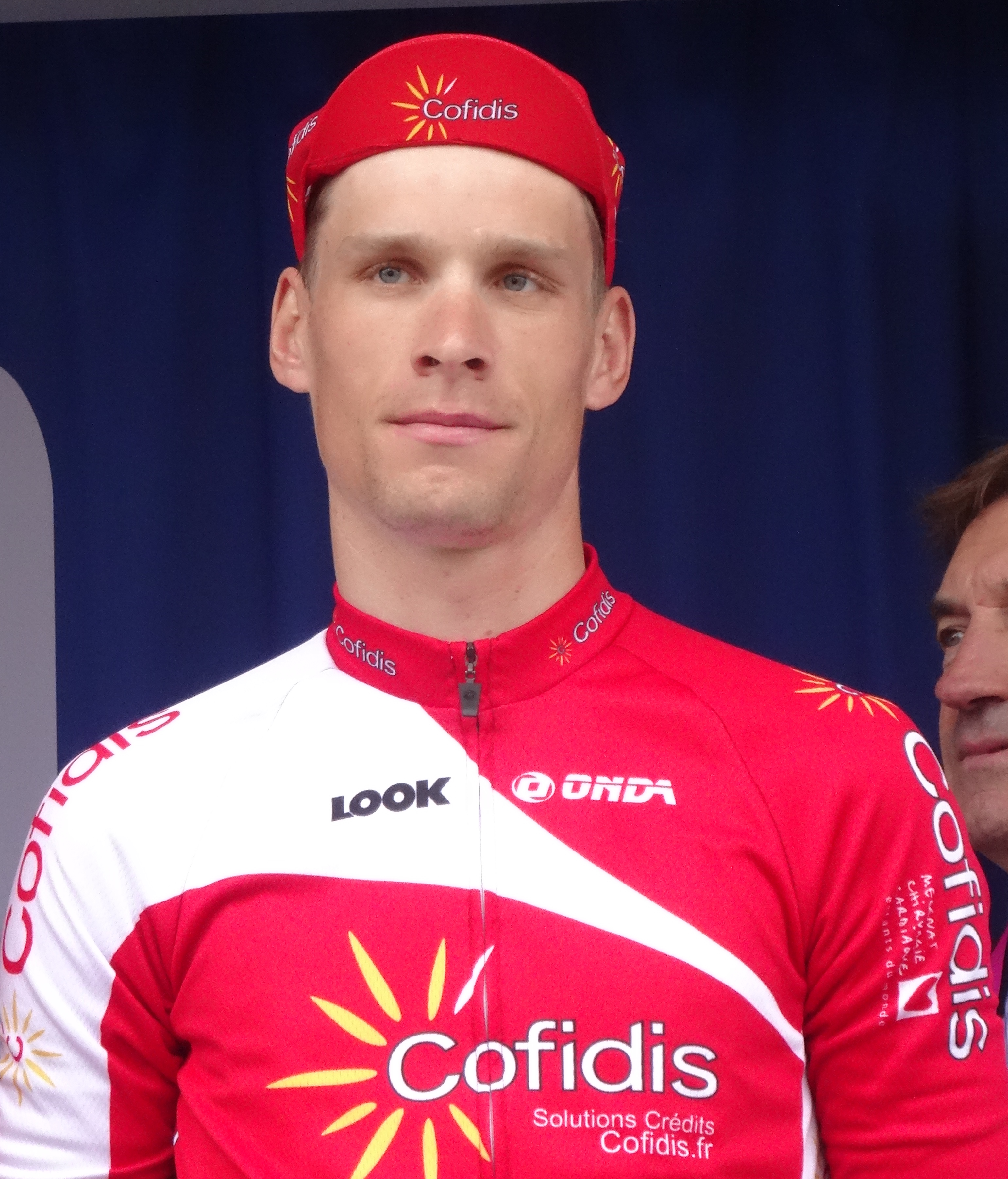
Julien Fouchard.
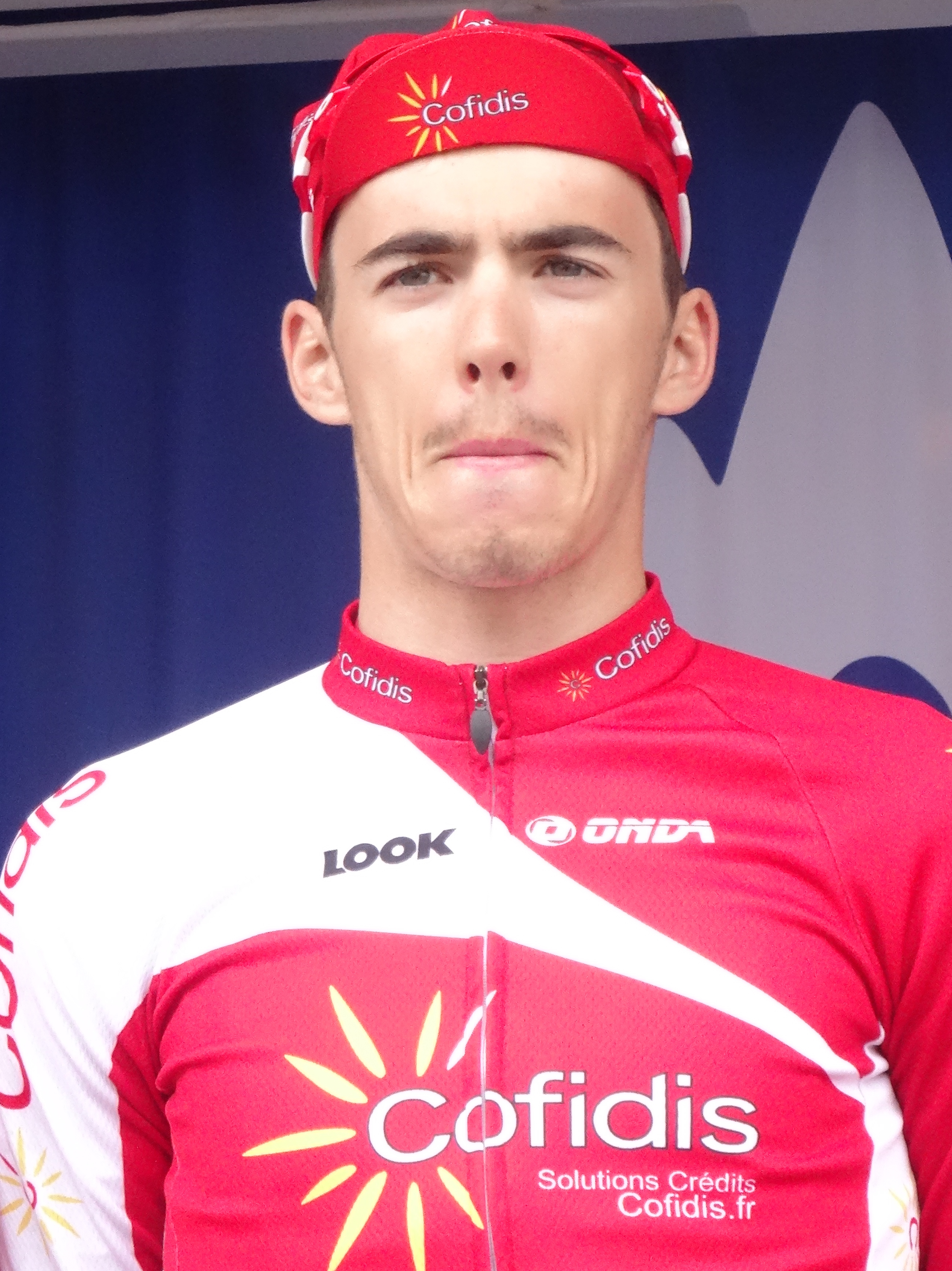
Christophe Laporte.
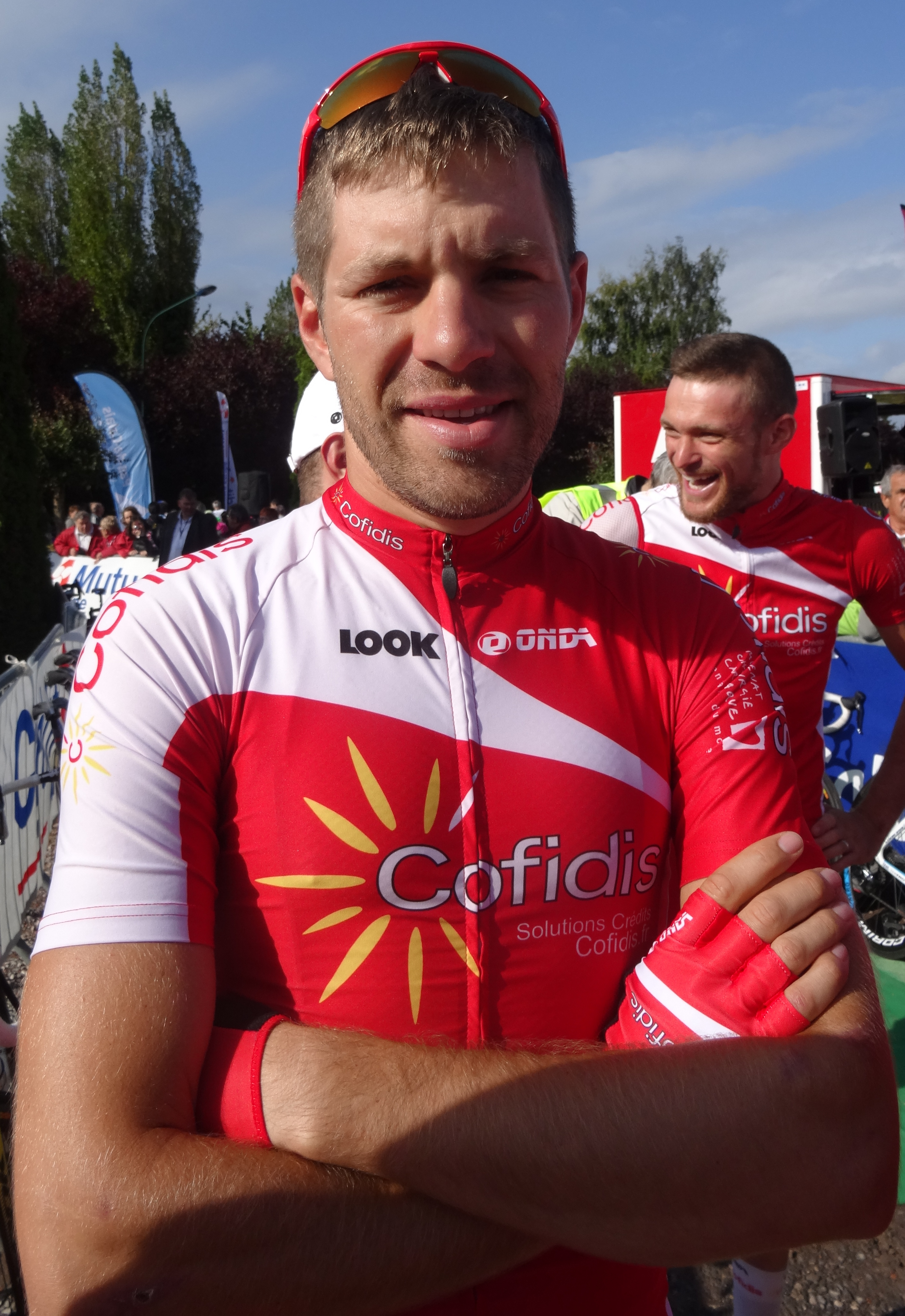
Cyril Lemoine.
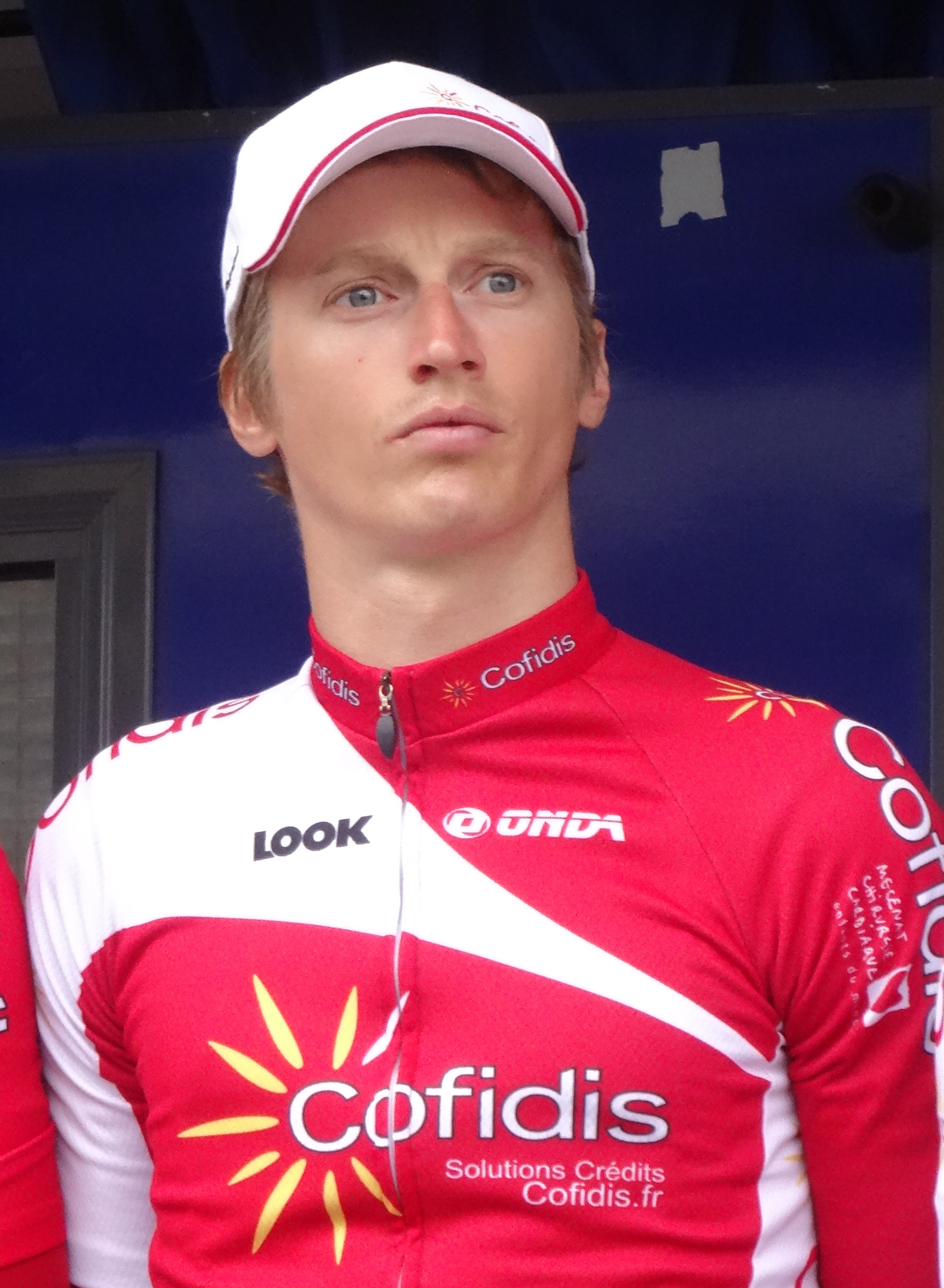
Guillaume Levarlet.
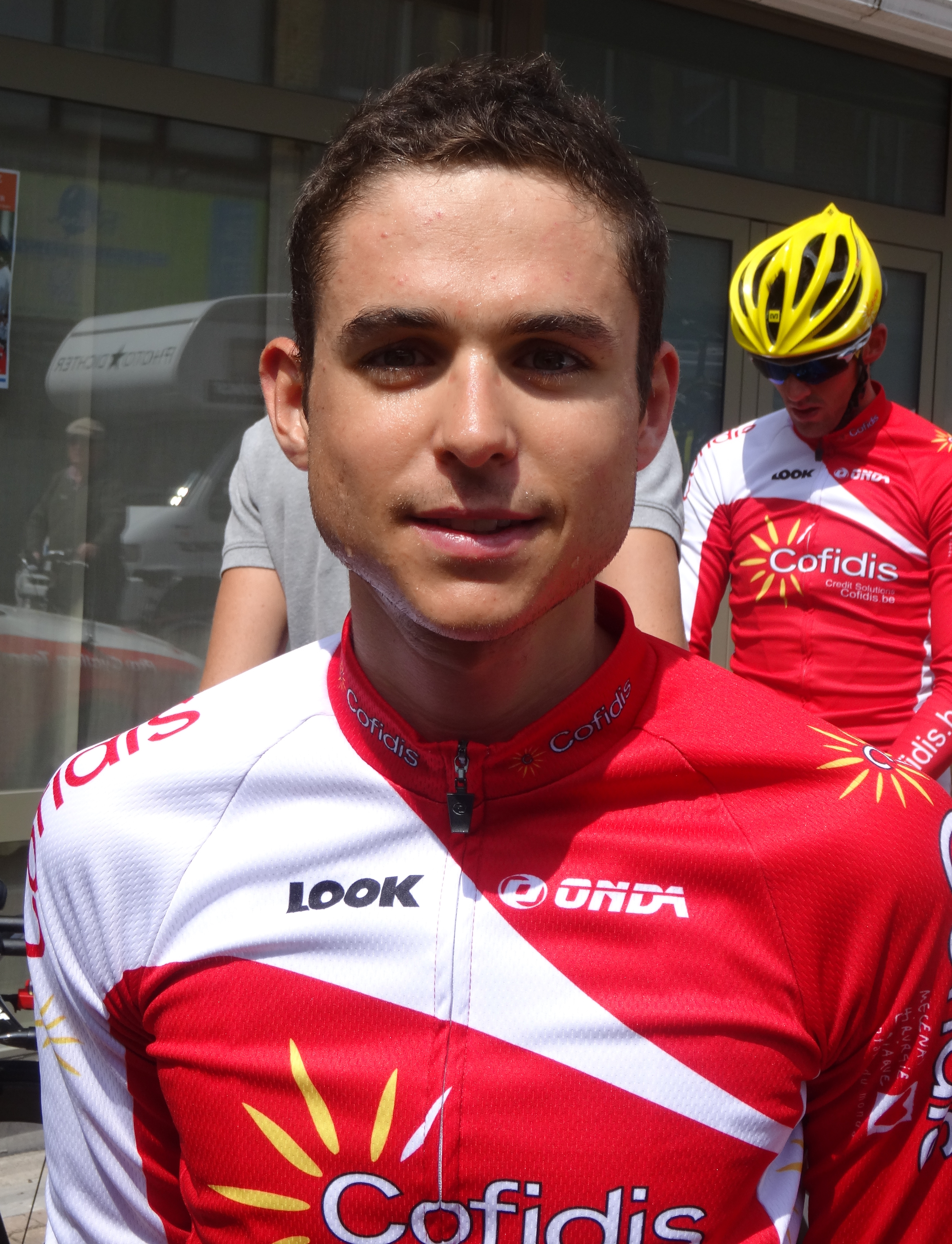
Rudy Molard.
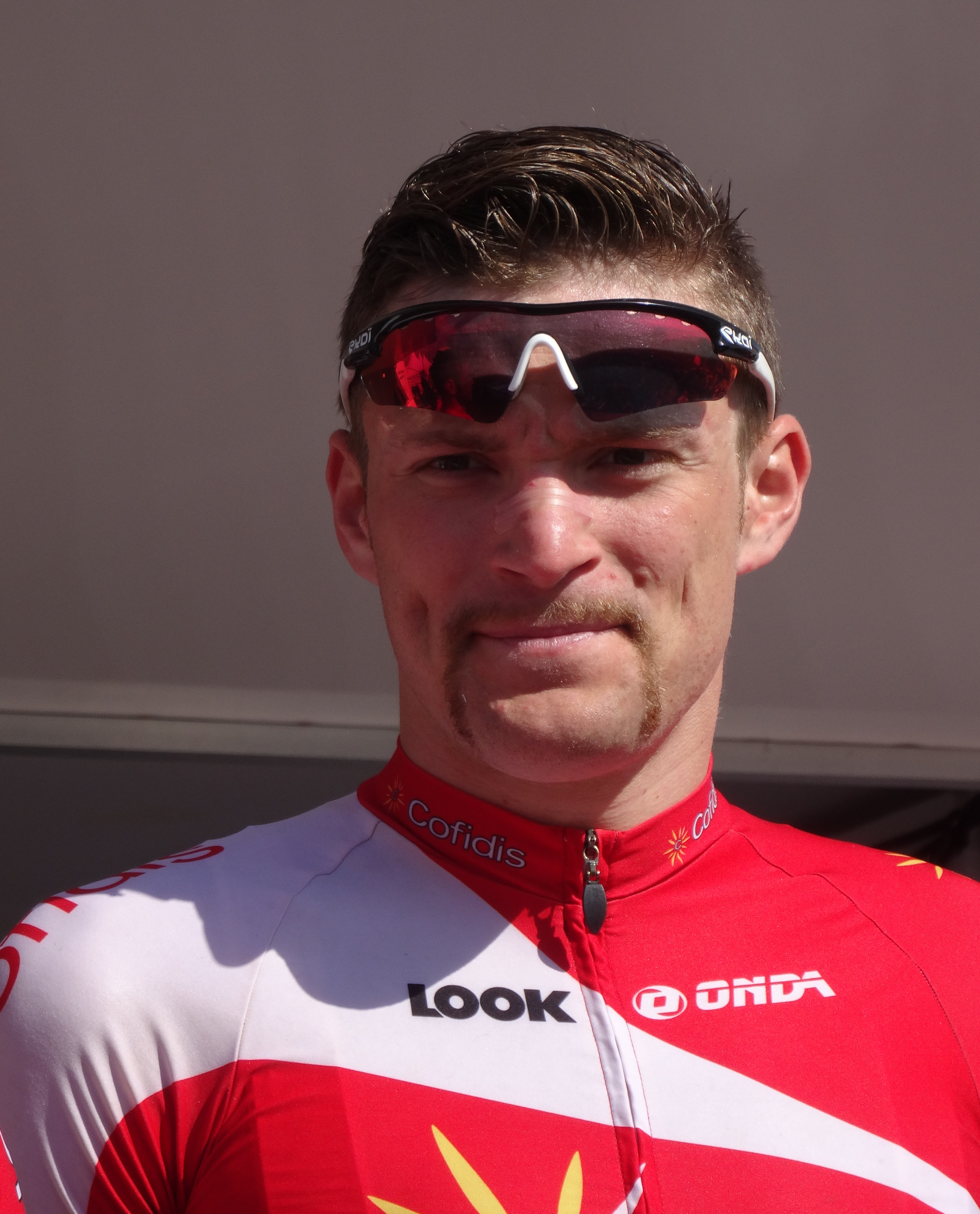
Adrien Petit.
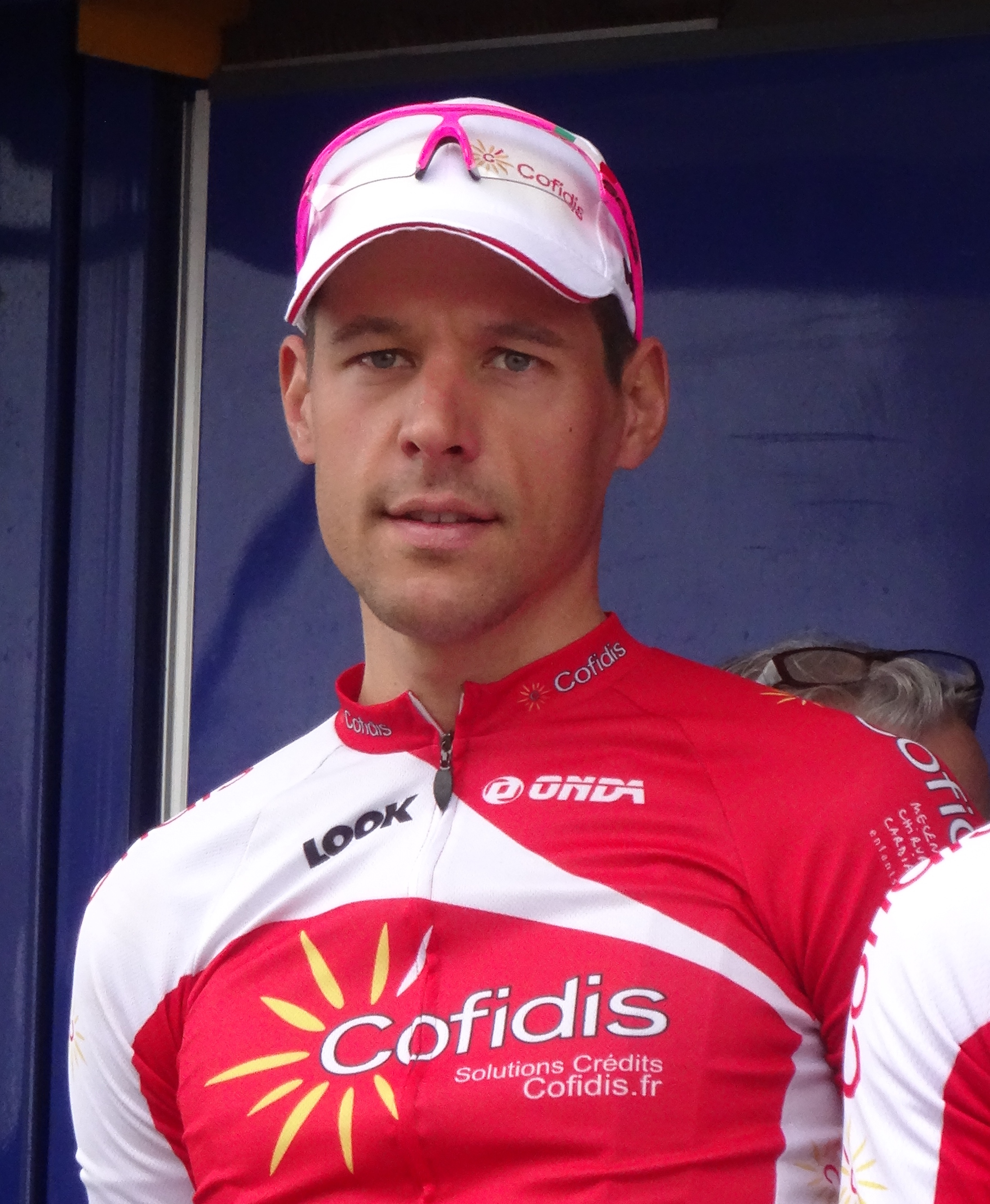
Stéphane Poulhiès.
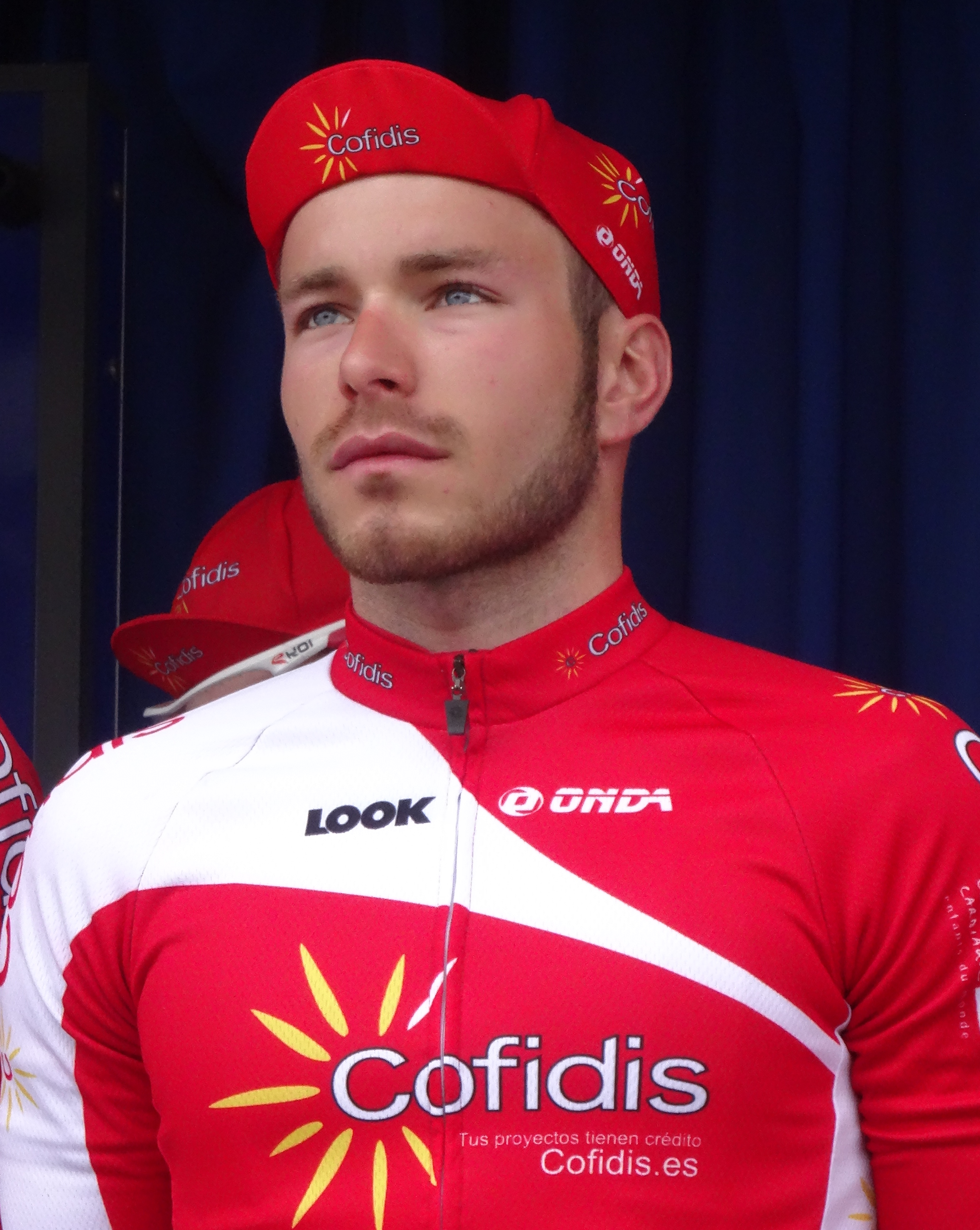
Florian Sénéchal.
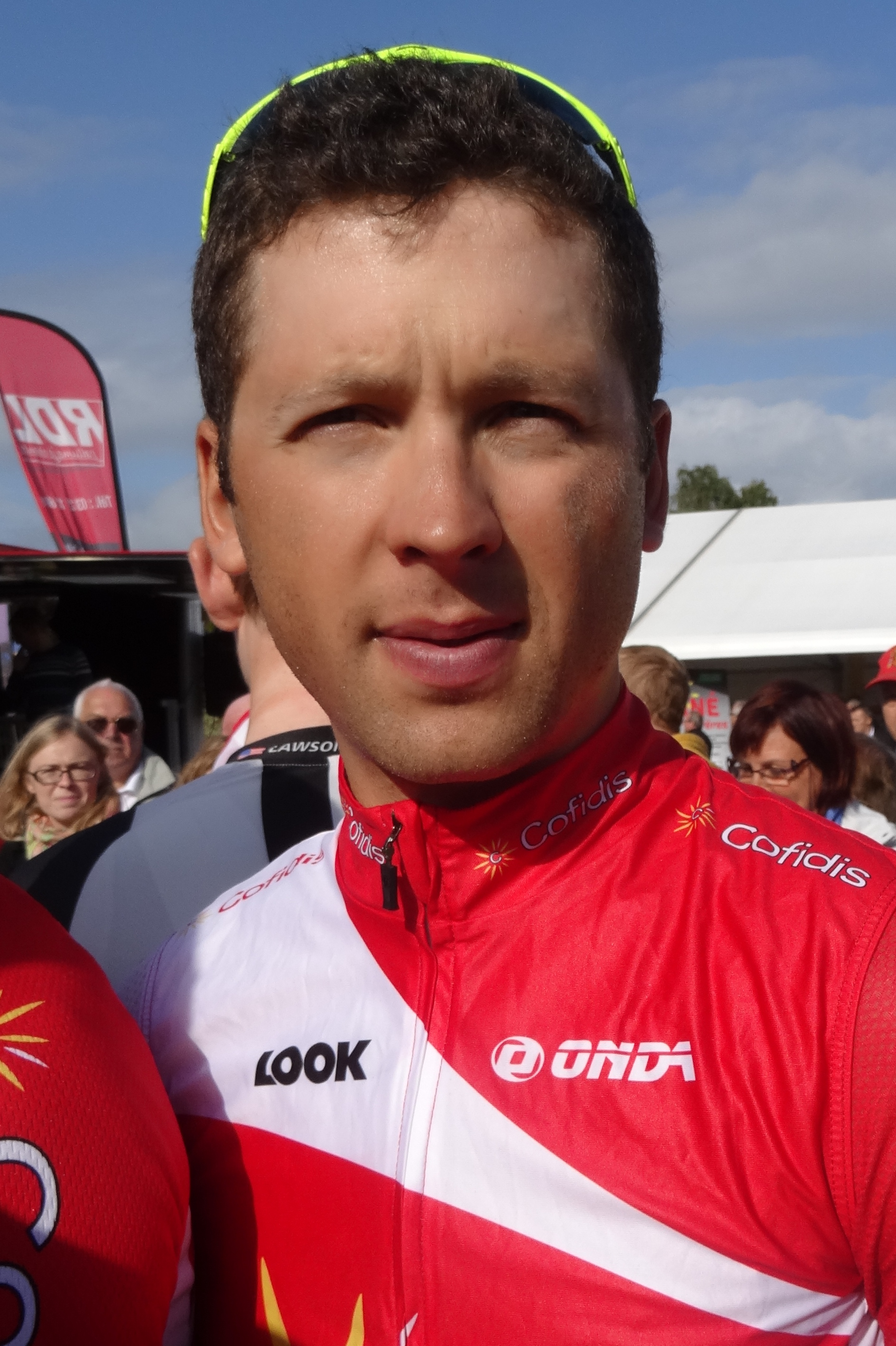
Julien Simon.
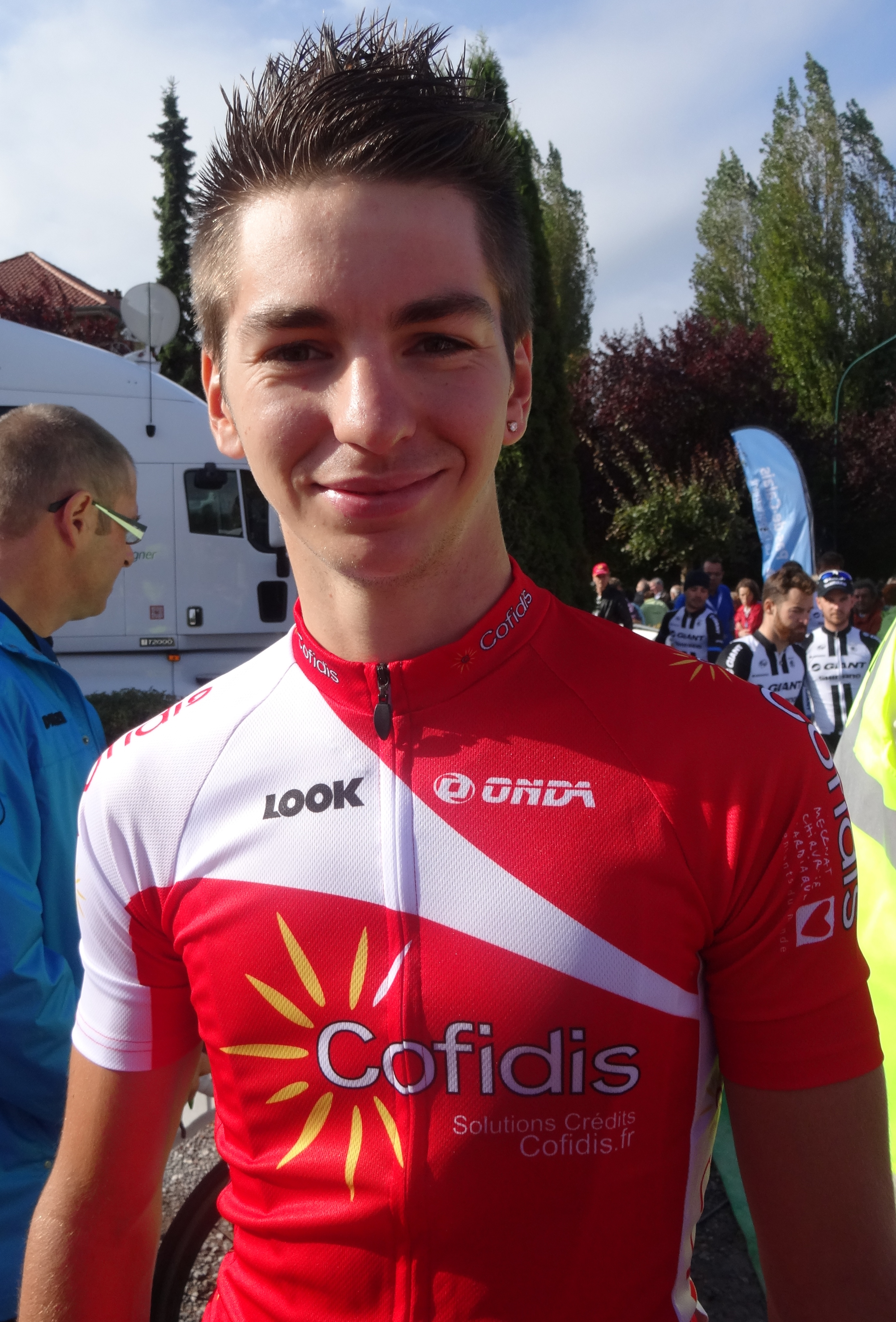
Anthony Turgis.
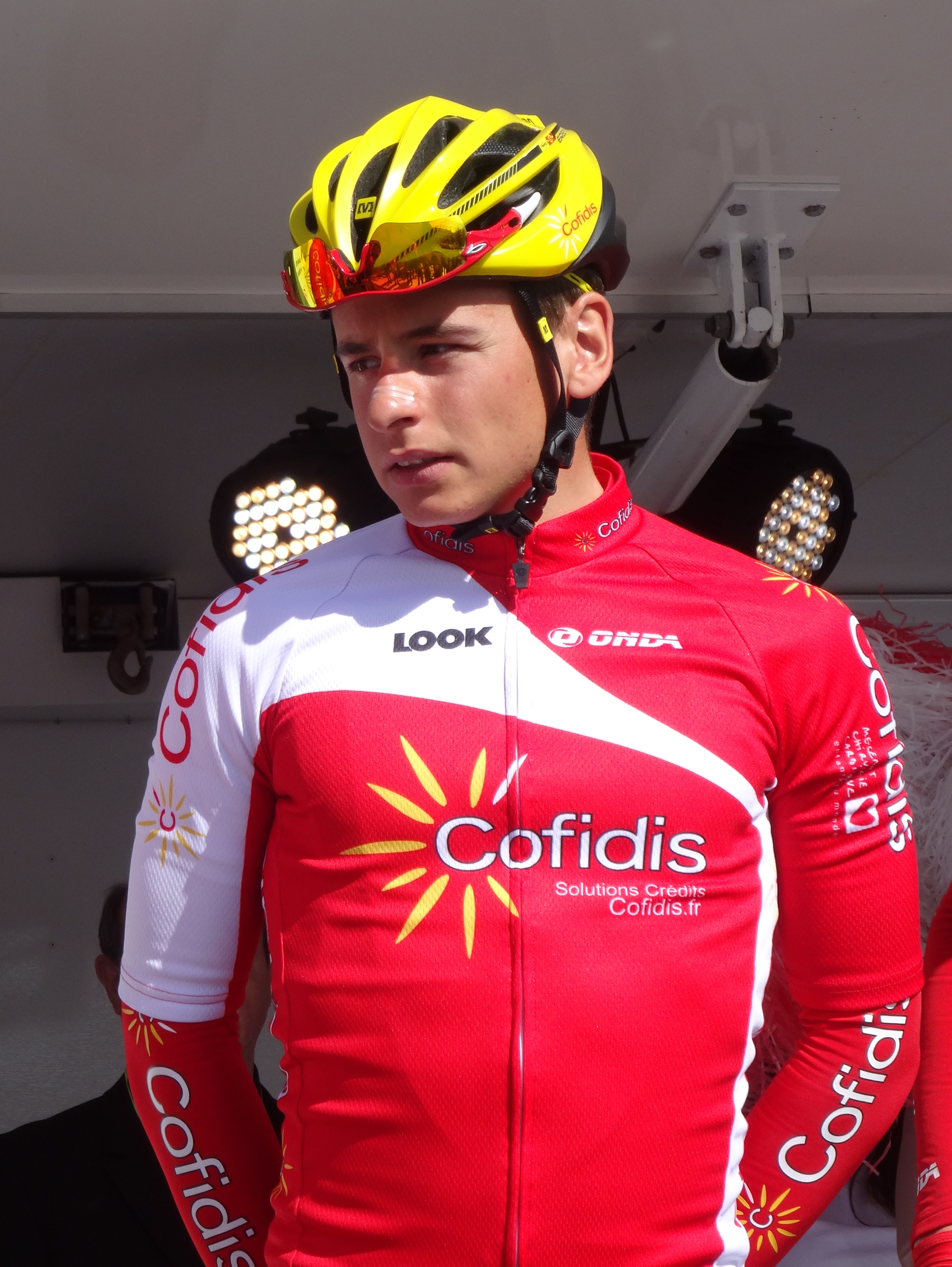
Clément Venturini.
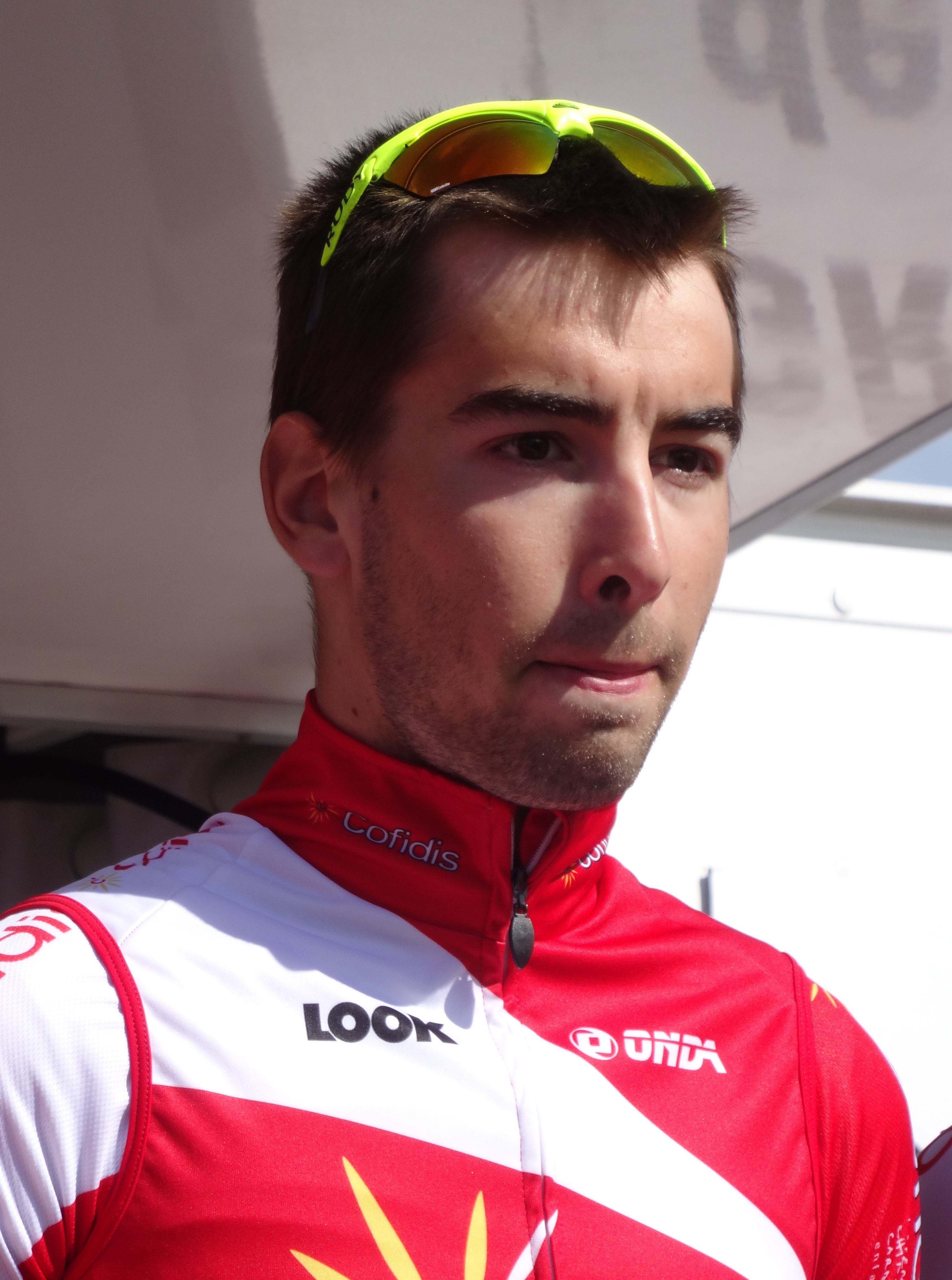
Louis Verhelst.
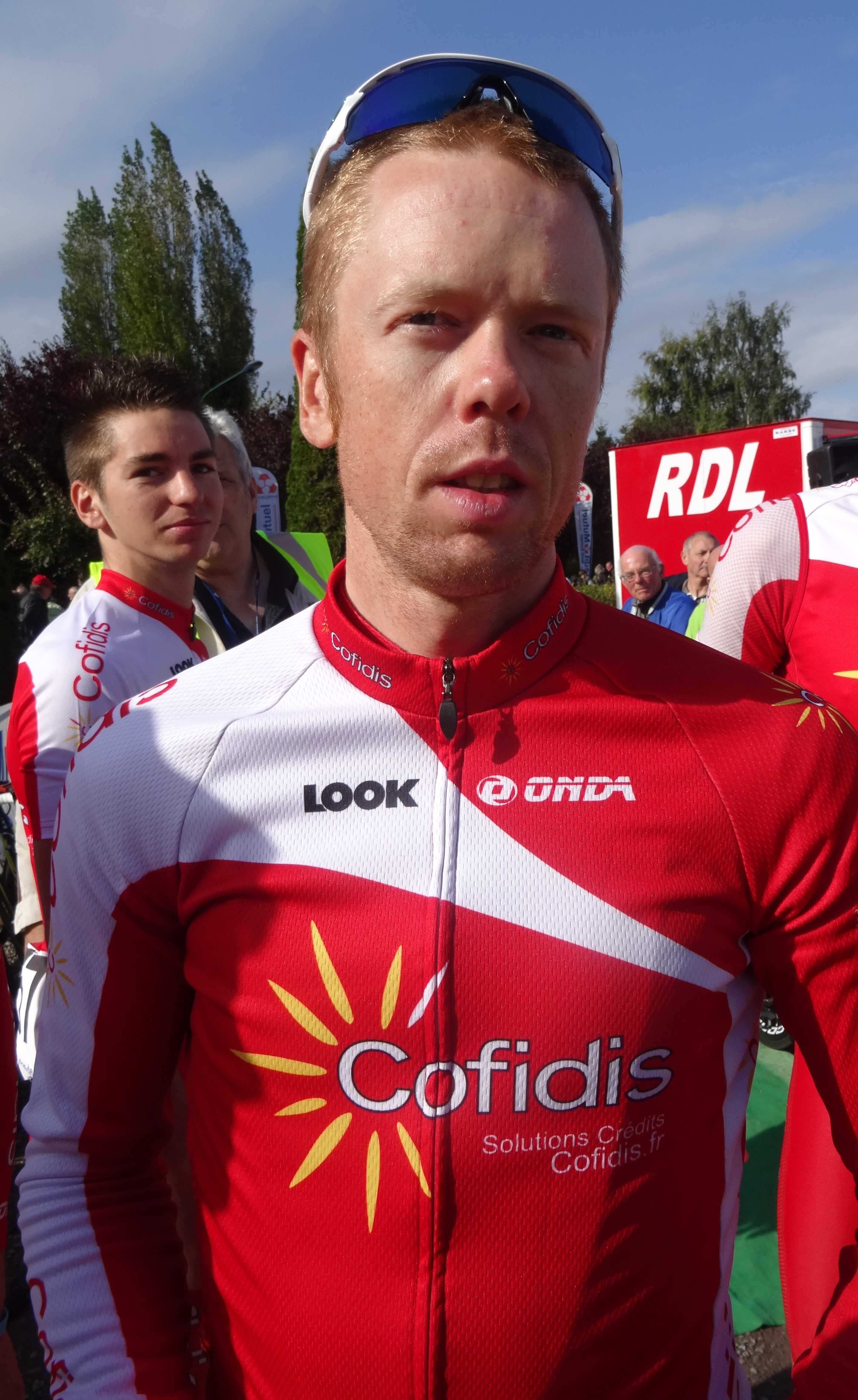
Romain Zingle.

## Bilan de la saison

### Victoires

#### Sur route
| Date       | Course                                                    | Pays     | Classe | Vainqueur         |
| ---------- | --------------------------------------------------------- | -------- | ------ | ----------------- |
| 07/03/2014 | Prologue des Trois jours de Flandre-Occidentale           | Belgique | 2.1    | Gert Jõeäär       |
| 09/03/2014 | Classement général des Trois jours de Flandre-Occidentale | Belgique | 2.1    | Gert Jõeäär       |
| 20/04/2014 | Tro Bro Leon                                              | France   | 1.1    | Adrien Petit      |
| 29/04/2014 | 3e étape du Tour de Turquie                               | Turquie  | 2.HC   | Rein Taaramäe     |
| 17/05/2014 | 3e étape du Rhône-Alpes Isère Tour                        | France   | 2.2    | Nicolas Edet      |
| 18/05/2014 | 4e étape du Rhône-Alpes Isère Tour                        | France   | 2.2    | Clément Venturini |
| 31/05/2014 | Grand Prix de Plumelec-Morbihan                           | France   | 1.1    | Julien Simon      |
| 27/06/2014 | Championnat d'Estonie du contre-la-montre                 | Estonie  | CN     | Gert Jõeäär       |
| 05/09/2014 | 13e étape du Tour d'Espagne                               | Espagne  | WT     | Daniel Navarro    |
| 14/09/2014 | Tour du Doubs                                             | France   | 1.1    | Rein Taaramäe     |

#### En cyclo-cross
| Date       | Course                                          | Pays   | Classe | Vainqueur         |
| ---------- | ----------------------------------------------- | ------ | ------ | ----------------- |
| 11/01/2014 | Championnat de France de cyclo-cross espoirs    | France | CN     | Clément Venturini |
| 01/11/2014 | Cyclo-cross international de Marle, Marle       | France | C2     | Clément Venturini |
| 02/11/2014 | EKZ Tour #3, Hittnau                            | Suisse | C1     | Clément Venturini |
| 16/11/2014 | Coupe de France La France Cycliste #2, Sisteron | France | C2     | Clément Venturini |

### Résultats sur les courses majeures
Les tableaux suivants représentent les résultats de l'équipe dans les principales courses du calendrier international dans lesquelles l'équipe bénéficie d'une invitation (trois des cinq classiques majeures, le Tour de France et le Tour d'Espagne). Pour chaque épreuve est indiqué le meilleur coureur de l'équipe, son classement ainsi que les accessits glanés par Cofidis sur les courses de trois semaines.

#### Classiques
| Classique            | Milan-San Remo | Tour des Flandres   | Paris-Roubaix      | Liège-Bastogne-Liège | Tour de Lombardie |
| -------------------- | -------------- | ------------------- | ------------------ | -------------------- | ----------------- |
| Coureur (classement) | Non invitée    | Cyril Lemoine (48e) | Adrien Petit (28e) | Rudy Molard (16e)    | Non invitée       |

#### Grands tours
| Grand tour           | Tour d'Italie | Tour de France        | Tour d'Espagne                      |
| -------------------- | ------------- | --------------------- | ----------------------------------- |
| Coureur (classement) | Non invitée   | Luis Ángel Maté (31e) | Daniel Navarro (10e)                |
| Accessits            |               | -                     | 1 victoire d'étape (Daniel Navarro) |

### Classements UCI

#### UCI Africa Tour
L'équipe Cofidis termine à la 8e place de l'Africa Tour avec 77 points. Ce total est obtenu par l'addition des points des huit meilleurs coureurs de l'équipe au classement individuel, cependant seuls trois coureurs sont classés,.
| Rang | Coureur          | Points |
| ---- | ---------------- | ------ |
| 29   | Egoitz García    | 61     |
| 122  | Florian Sénéchal | 12     |
| 188  | Louis Verhelst   | 4      |

#### UCI Europe Tour
L'équipe Cofidis termine à la 3e place de l'Europe Tour avec 1 401 points. Ce total est obtenu par l'addition des points des huit meilleurs coureurs de l'équipe au classement individuel,.
| Rang | Coureur             | Points |
| ---- | ------------------- | ------ |
| 7    | Julien Simon        | 377    |
| 21   | Rein Taaramäe       | 246    |
| 51   | Gert Jõeäär         | 176    |
| 55   | Adrien Petit        | 173    |
| 64   | Romain Hardy        | 159    |
| 120  | Jérôme Coppel       | 101    |
| 131  | Luis Ángel Maté     | 94     |
| 179  | Cyril Lemoine       | 75     |
| 266  | Rudy Molard         | 51     |
| 303  | Louis Verhelst      | 45     |
| 304  | Florian Sénéchal    | 45     |
| 368  | Christophe Laporte  | 37     |
| 387  | Guillaume Levarlet  | 34     |
| 442  | Stéphane Poulhiès   | 28     |
| 445  | Julien Fouchard     | 28     |
| 446  | Yoann Bagot         | 28     |
| 454  | Nicolas Edet        | 27     |
| 494  | Clément Venturini   | 22     |
| 502  | Romain Zingle       | 21     |
| 516  | Daniel Navarro      | 20     |
| 525  | Egoitz García       | 19     |
| 629  | Christophe Le Mével | 14     |
| 909  | Romain Lemarchand   | 6      |